# Stadio Nuevo Colombino
Lo stadio Nuevo Colombino (in spagnolo Estadio Nuevo Colombino) è uno stadio della città spagnola di Huelva che ospita le partite casalinghe del Recreativo de Huelva.
Lo stadio è stato progettato dall'architetto Joaquín Aramburu; la sua costruzione è iniziata nel 2001 e l'impianto, che ha una capacità di 21 670 spettatori, è stato aperto al pubblico l'8 novembre dello stesso anno in sostituzione del vecchio stadio Colombino.

## Caratteristiche

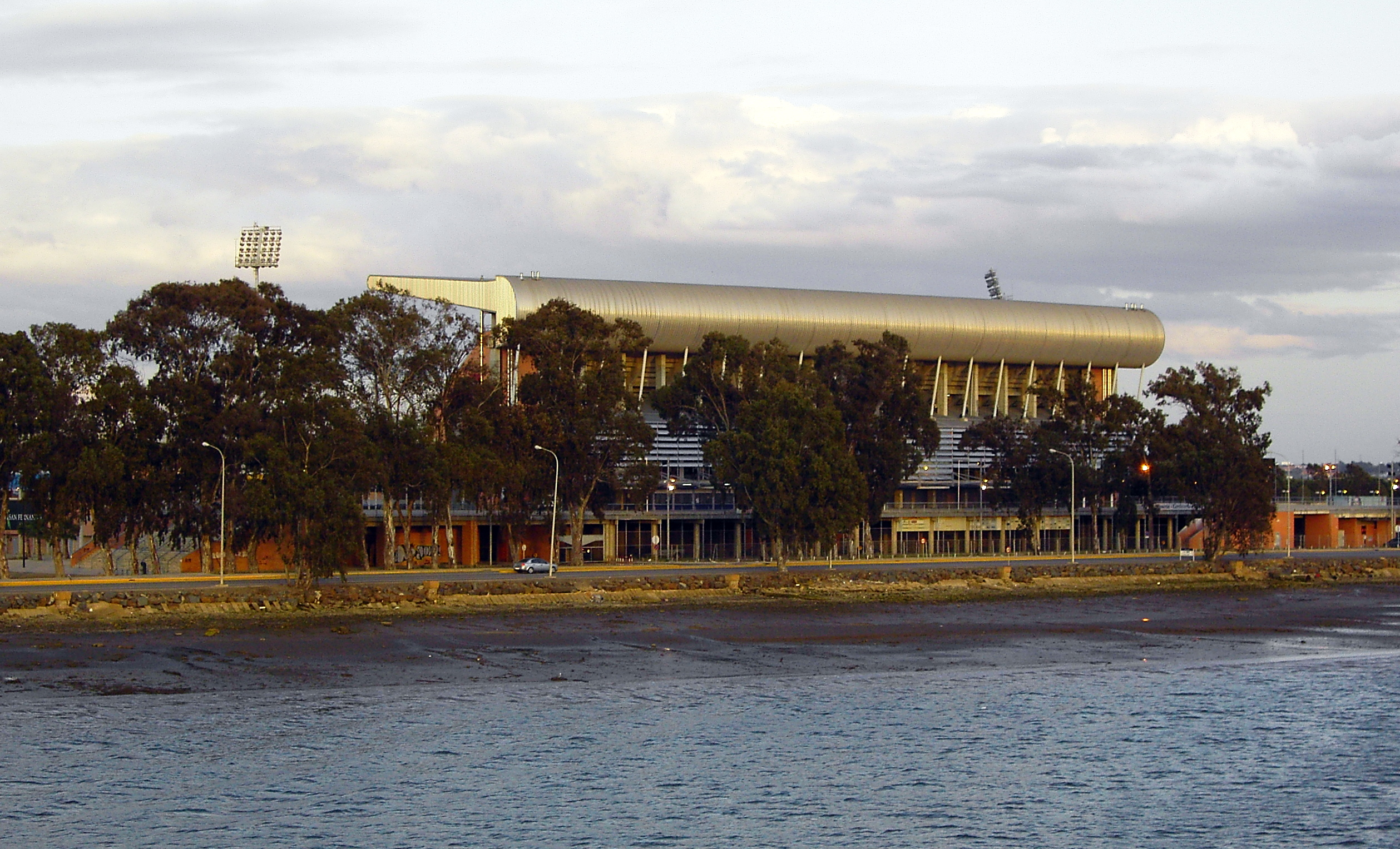
Stadio visto dal Rio de Huelva

Lo stadio è stato progettato dall'architetto Joaquín Aramburu ed ebbe un costo complessivo di 14 milioni di Euro.
L'impianto sorge alla foce del Rio de Huelva, nella zona del porto, ed è stato costruito per dare al Recreativo de Huelva uno stadio moderno e funzionale in linea con le aspettative del club.
Questo stadio ha una capacità di 21 670 persone che comprendono 32 cabine private e 72 posti riservati alla stampa.
Nei pressi della tribuna principale sono presenti anche il negozio ufficiale del club e un ristorante.